# Chí Hòagevangenis
De Chí Hòagevangenis (Vietnamees: Khám Chí Hòa) is een gevangenis in Ho Chi Minhstad, Vietnam. De gevangenis ligt in Quận 10, vlak bij Station Sài Gòn. De gevangenis heeft de vorm van een achthoek, met daarbinnen een groot plein. Het is een van de 12 nationale gevangenissen van Vietnam. Door de complexe en effectieve architectuur en strenge regime staat het bekend als een van de best beveiligde gevangenissen van het land. Ook omdat er sinds de gevangenis open is, sinds 1953, slechts twee succesvolle ontsnappingen zijn geweest. Er zijn in totaal 238 cellen, verdeeld over verschillende zones.
In de jaren 1930 was de toenmalige Saigon Grand Prison overbevolkt vanwege het toenemende aantal gevangenen. De Franse kolonisten besloten een nieuwe gevangenis te laten bouwen in 1939 (of 1943, afhankelijk van welke bron men raadpleegt). In 1945 werden de bouwwerkzaamheden stopgezet toen de Japanners Vietnam innamen. Na de terugkeer van de Fransen in 1950 werden de bouwactiviteiten hervat en de bouw werd voltooid in 1953. Tijdens de Vietnamoorlog werden voornamelijk krijgsgevangen van de Vietcong opgesloten in deze gevangenis, maar ook voor andere gevangen. Tot op de dag van vandaag is de gevangenis nog altijd in gebruik.